# آرنه یوهانسون (دوچرخه‌سوار)
آرنه یوهانسون (انگلیسی: Arne Johansson؛ زادهٔ ۴ مارس ۱۹۲۷-۱۶ اوت ۲۰۱۸) دوچرخه‌سوار اهل سوئد بود.